# Tropheops gracilior
Tropheops gracilior és una espècie de peix pertanyent a la família dels cíclids i al superordre dels acantopterigis.

## Etimologia
L'epítet gracilior prové del grec i vol dir esvelt.

## Descripció
Fa 11,2 cm de llargària màxima. Aleta dorsal amb 16-18 espines i 8-10 radis, anal amb 3 espines i 7-8 radis, i pectorals amb 13-15 radis. Línia lateral amb 29-31 escates. 3-5 fileres d'escates a les galtes. 6-8 fileres de dents a la mandíbula inferior i 7-9 a la superior. 9-12 dents a la filera més exterior de la banda esquerra de la mandíbula inferior. Els mascles són de color blau amb una coloració groga a la regió gular, el pit i la part inferior. Presenten a l'aleta dorsal una franja ampla, negra i submarginal que s'estén fins als filaments distals dels radis posteriors, mentre que les espines i els radis són blaus amb les membrane grogues. Els radis caudals són de color blau brillant amb les membranes groguenques. L'aleta anal té una banda groga proximal al cos, una banda distal negra i la part posterior de color blau clar amb ocels de color groc. Les pelvianes són principalment de color groc amb una vora negra. Radis pectorals foscos i amb les membranes clares. Les femelles són de color marró violaci i amb la regió gular, el pit i les galtes inferiors de color gris. A més, posseeixen una banda submarginal negra a l'aleta dorsal i els radis de la caudal blaus amb les membranes de color groguenc o marronós. Abans fou descrit com una subespècie de Tropheops tropheops.

## Reproducció
El mascle reproductor és territorial i excava un cau entre les roques per a fer-hi un niu, el qual defensarà dels intrusos. La femella hi entra i en surt amb la boca plena d'ous, els quals seran covats durant 25 dies. Els ous fan la desclosa en menys d'1 setmana.

## Alimentació
Es nodreix d'algues i invertebrats. El seu nivell tròfic és de 2.

## Hàbitat i distribució geogràfica
És un peix d'aigua dolça, demersal (entre 10 i 25 m de fondària, però també se li pot veure en aigües menys fondes) i de clima tropical (23 °C-27 °C; 8°S-15°S), el qual viu a l'Àfrica sud-oriental: és un endemisme dels fons rocallosos i rics en sediments del sud del llac Malawi a Malawi, Tanzània i Moçambic.

## Observacions
És inofensiu per als humans, el seu índex de vulnerabilitat és baix (13 de 100)., forma part del comerç internacional de peixos ornamentals i les seues principals amenaces són la sedimentació del seu hàbitat, la sobrepesca i el seu àmbit geogràfic tan restringit (tot i que, la seua major part es troba dins del Parc Nacional del llac Malawi).